# Bruno Marie Duffé
Bruno Marie Duffé (* 21. August 1951 in Lyon) ist ein französischer römisch-katholischer Geistlicher und ehemaliger Sekretär des Dikasteriums für die ganzheitliche Entwicklung des Menschen der Römischen Kurie.

## Leben
Bruno Marie Duffé empfing im Juni 1981 das Sakrament der Priesterweihe für das Erzbistum Lyon. Nach kurzer Tätigkeit in der Pfarrseelsorge wurde er 1982 Dozent für Moraltheologie und die Soziallehre der Kirche an der theologischen Fakultät der Katholischen Universität Lyon. Von 1985 bis 2004 war er als Mitbegründer Direktor des Instituts für Menschenrechte an derselben Universität. Im Jahr 1996 wurde er in Rechtsphilosophie und Sozialethik promoviert. Ab 2005 war er Professor für Sozial- und Gesundheitsethik am regionalen Krebsbehandlungszentrum Léon Bérard in Lyon.
Am 16. Juni 2017 ernannte ihn Papst Franziskus zum Sekretär des Dikasteriums für die ganzheitliche Entwicklung des Menschen. Am 26. August 2021 wurden er und der beigeordnete Sekretär des Dikasteriums, Augusto Zampini-Davies, durch Alessandra Smerilli ersetzt und die Rückkehr in die Heimatdiözese bekanntgegeben.